# 萩原恭男
萩原 恭男（はぎわら やすお、1934年 - 2023年）は、日本の国文学者。専門は近世文学、特に松尾芭蕉。大東文化大学名誉教授。
東京生まれ。早稲田大学第一文学部卒業、同大学大学院文学研究科を経て、1976年大東文化大学文学部教授。2004年定年、名誉教授。

## 著書
- 『芭蕉句集の研究』笠間書院 早大俳諧研究会年報 1971

### 共編著
- 『資料日本文学史 近世篇』青山忠一,田中伸共編 桜楓社 1976
- 『おくのほそ道の旅』杉田美登共著 岩波ジュニア新書 2002

### 校注
- 『芭蕉連句集』中村俊定共校注 岩波文庫 1975
- 『芭蕉書簡集』校注 岩波文庫 1976
- 『おくのほそ道』校注 岩波文庫 1979

### 監修
- 『図説地図とあらすじで読むおくのほそ道』監修 青春出版社 2006
  - 『図説地図とあらすじでわかる!おくのほそ道』監修 青春出版社 青春新書INTELLIGENCE 2013

## 論文
- Cinii